# Mosquito (band)
Mosquito was de kort bestaande groep met Jad Fair (Half Japanese), Tim Foljahn (Two Dollar Guitar) en Steve Shelley (Sonic Youth) en gastmuzikant James McNew.

## Discografie
- Down,7-inch (ERL) 1993
- Time Was lp (ERL/Smells Like Records 005) 1993 cd (Au-go-go [Australia]) 1993 (uitverkocht)
- UFO Catcher cd (Time Bomb [Japan]) 1993
- Oh No Not Another Mosquito My House Is Full of Them! cd (Psycho Acoustic Sounds) 1993
- Cupid's Fist cd (Red Note [Holland]) 1994

### Tracklist van Time Was
- Mothership Singapore
- Erl Duke
- Automatic Vaudeille
- Blues Implosion
- Time Was
- In the Night (Drive My Car)
- (The Legend of) Seven Skulls
- The Sound of This Song I Love
- Walking Pneumonia
- Night of Manhood
- Hot Corn Girl
- Dont See Twin Peaks the Movie
- Gum Shoe
- Frodown O King Cacha
- Evil Thing Catcher
- Gentlemans Tan
- Joey Davison
- McGurks Suicide Hill
- Beneath the Invisible
- Wake Up Wake Up Wake Up